# Zdravko Zemunović
Zdravko Zemunović (ur. 26 marca 1954) – serbski piłkarz.

## Kariera piłkarska
Od 1969 do 1986 roku występował w Teleoptik, Čukarički i BSK Batajnica.

## Kariera trenerska
Po zakończeniu piłkarskiej kariery pracował jako trener w BSK Batajnica, Teleoptik, Voždovac, Shimizu S-Pulse i FK Rad.